# Ayuntamiento de Casas de Ves
El ayuntamiento de Casas de Ves es una institución que se encarga del gobierno del municipio castellano-manchego de Casas de Ves. Su sede se encuentra en la Casa Ayuntamiento, situada en la plaza Mayor, y a escasos metros de la iglesia de Santa Quiteria.

## Historia
En el año 1775, bajo el reinado de Carlos III, al lugar de Casas de Ves se le concede por la Real Carta de febrero de 1775, la construcción de la Casa Ayuntamiento durante 6 años prolongables.
Las cuentas de las obras fueron aprobadas por el Real Consejo de Castilla, y el plan de obras pasó a la Real Academia de Bellas Artes de San Fernando. Se eligió el proyecto del arquitecto Blas Beltrán, tasado en 740281 reales de vellón, incluyendo la construcción del lavadero.
El 20 de mayo de 1785 se ordenó que esa propuesta fuese llevada a cabo por el arquitecto Felipe Motilla para reducir gastos de desplazamiento, ya que residía en un municipio cercano a Casas de Ves.
Las obras finalizaron en 1803, siendo alcalde mayor don Benito Diéguez, abogado de los Reales Consejos.

## Estructura
Este edificio público cuenta con dos pisos y un ático. La fachada es de piedra de sillería con diez balcones de hierro forjado y tres puertas de madera, las cuales están adornadas con clavos de estrella de ocho puntas, que todo ello en su conjunto realza y ennoblece la Plaza Mayor.

### Evolución de la estructura
Este edificio, el cual resultó ser el mejor de su clase en todo el partido, cuenta con dos pisos, en la planta baja encontrábamos la cárcel, el calabozo, las dependencias de la Guardia Civil, algunas habitaciones y la escuela de niñas. La segunda planta acogía las oficinas municipales, el juzgado, otras habitaciones y la escuela para niños.
En 1977, el Cuartel de la Guardia Civil se trasladó a un nuevo edificio construido cerca del Arco de San Antonio. Entonces el espacio libre de la Casa Ayuntamiento fue aprovechado para servicios municipales. 
En 1983 se destinó parte de este edificio al Mercado Municipal.
En 1986 se realizaron varias obras con el propósito de renovar los pisos y pilares de ambas plantas. Además se construyó el ático donde se encuentra el Archivo Municipal.
En 1995 se trasladaron las oficinas del ayuntamiento a la planta baja para facilitar el acceso a todos los vecinos. Parte de la planta baja se destinó al Club de Jubilados y Pensionistas. La planta de arriba, asimismo, se utilizó para acoger el salón de actos y el archivo de documentos. También se utiliza para realizar diferentes actividades culturales.
En 2004 se efectuó la reparación del tejado y la sustitución de la cornisa de yeso por otra de piedra haciendo juego con la sillería del edificio.
En 2007 se instaló un ascensor para facilitar el bienestar y la accesibilidad de sus vecinos que, pese al elevado gasto, no ha sido puesto en funcionamiento.
En 2024 se ha reformado la Plaza Mayor, eliminando la anterior fuente que estaba instalada 

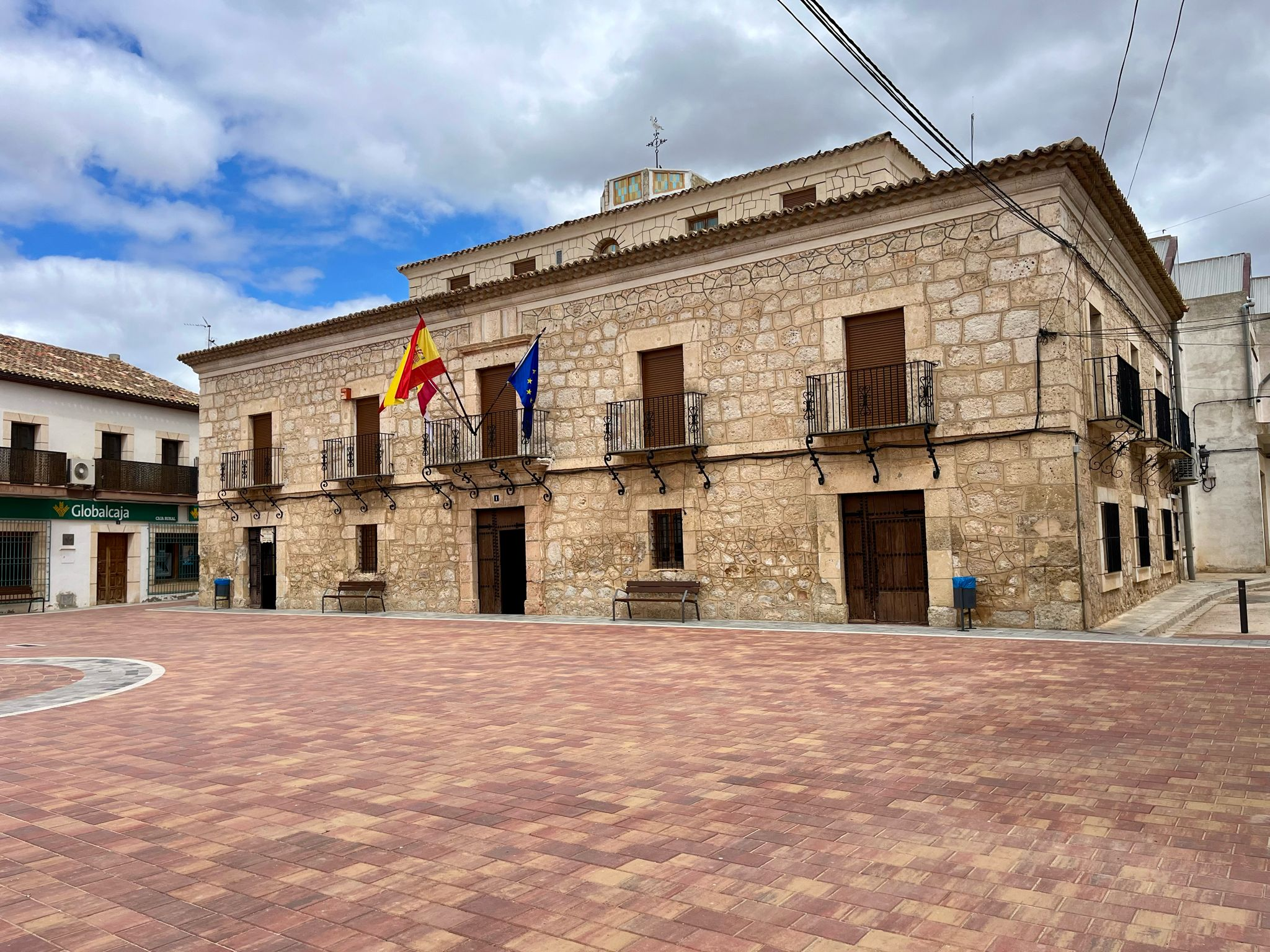
Ayuntamiento de Casas de Ves 2024